# Myrtle (Missouri)
Pour les articles homonymes, voir Myrtle.
Myrtle est une communauté non incorporée du comté d'Oregon au Missouri.
La ville est située au sud de l'état, à proximité de la frontière avec l'état du Kansas. Elle a été fondée en 1878 par Jessie Moore, et son nom vient de celui de la fille du fondateur, Myrtle Moore.